# Vasiliki Alexandri
Vasiliki Alexandri (in greco Βασιλική Αλεξανδρή?; Amarousio, 15 settembre 1997) è una nuotatrice artistica greca naturalizzata austriaca. Sorella gemella di Anna-Maria e Eirini-Marina anche loro sincronette.

## Palmarès
- Mondiali

Fukuoka 2023: argento nel solo tecnico e nel solo libero.
- Europei

Roma 2022: bronzo nel solo tecnico e nel solo libero
Belgrado 2024: oro nel solo tecnico e nel solo libero
Funchal 2025: oro nel solo tecnico

### Coppa del Mondo
- 6 podi:
  - 3 vittorie (3 nella gara individuale)
  - 2 secondi posti (2 nella gara individuale)
  - 1 terzo posto (1 nella gara individuale)

#### Coppa del mondo - vittorie
| Data           | Luogo    | Paese   | Disciplina   |
| -------------- | -------- | ------- | ------------ |
| 13 maggio 2023 | Soma Bay | Egitto  | Solo tecnico |
| 3 maggio 2024  | Parigi   | Francia | Solo tecnico |
| 5 maggio 2024  | Parigi   | Francia | Solo libero  |

## Riconoscimenti
- Atleta dell'anno World Aquatics: 2023
- European Aquatics Award: 2024